# Chichiriviche
Chichiriviche là một chi nhện trong họ Pholcidae.

## Hình ảnh

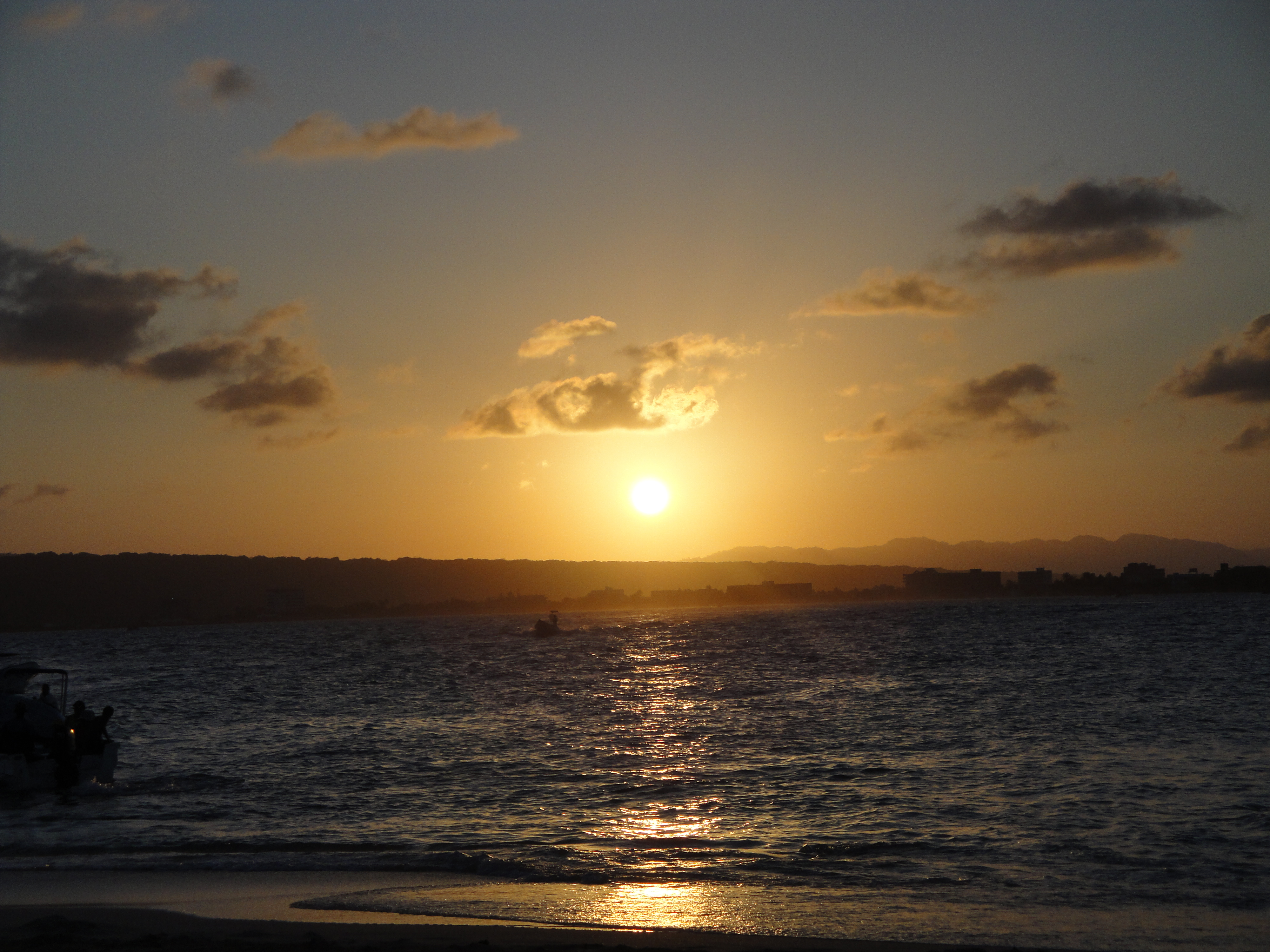
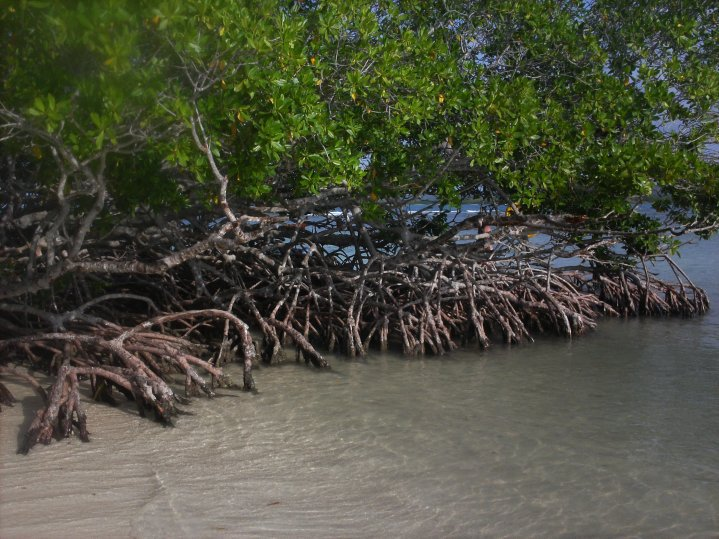
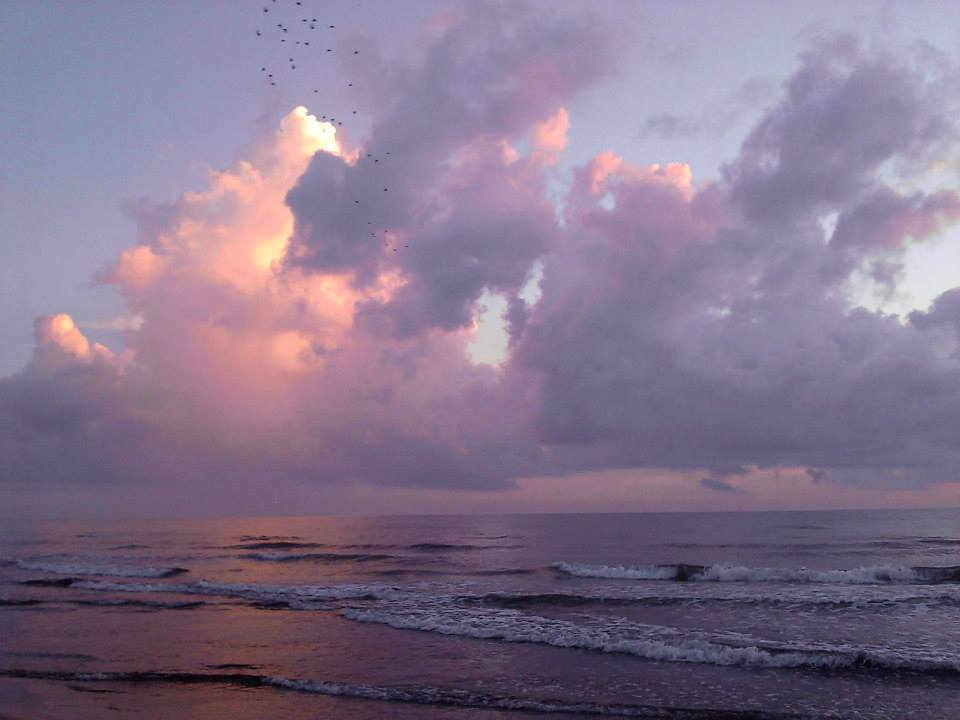
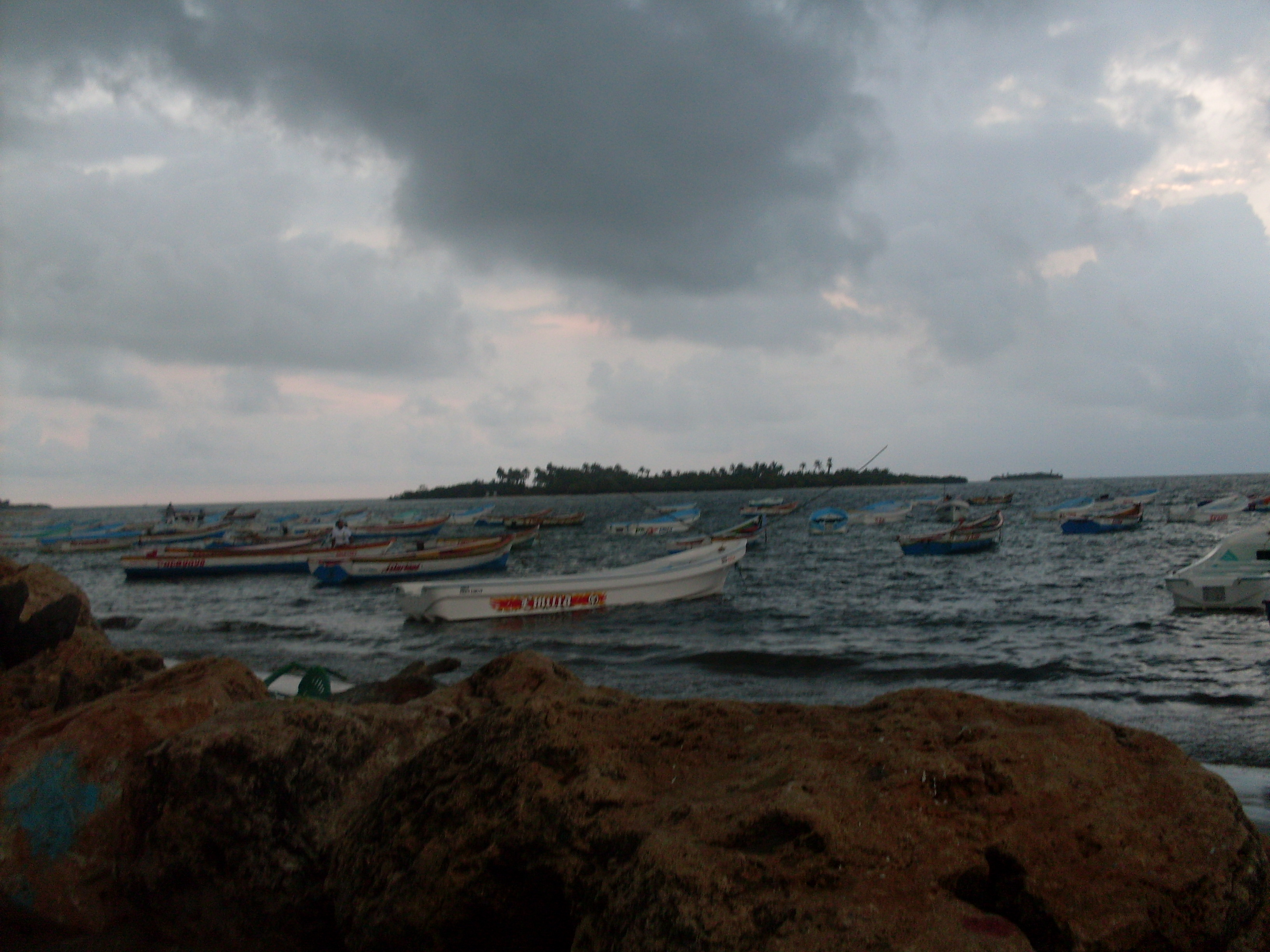